# Visa Röster
Visa Röster – grupa szwedzkich wokalistów, wykonująca a cappella utwory jazzowe i tradycyjne pieśni szwedzkie, najbardziej znana z interpretacji muzyki z gier komputerowych z komputera Commodore 64.

## Muzycy
- Sofia Åberg (sopran)
- Karin Öjehagen (sopran)
- Hanna Kappelin (sopran)
- Elsa Persson (alt)
- Pex Tufvesson (tenor)
- Johannes Lindén (bas)

## Dyskografia
- *** Commodore 64 *** Vocally (2004)
- Vokalmusik på svenska (2005)
- A cappella in Swedish (2005)
- READY. Vocally too (2005)